# NGC 3360
NGC 3360 é uma galáxia espiral (Sc) localizada na direcção da constelação de Sextans. Possui uma declinação de -11° 14' 33" e uma ascensão recta de 10 horas, 44 minutos e 16,2 segundos.
A galáxia NGC 3360 foi descoberta em 1880 por -.